# Victor Lardanchet
Marie Victor Xavier Lardanchet (Desnes, Jura, 29 de desembre de 1863 - ?) va ser un jugador de rugbi francès que va competir a cavall del segle xix i el segle xx. El 1900 va prendre part en els Jocs Olímpics de París, on guanyà la medalla d'or en la competició de rugbi.